# Делвин
Делвин (англ. Delvin; ирл. Dealbhna) — деревня в Ирландии, находится в графстве Уэстмит (провинция Ленстер). Деревня расположена в 20 км от города Маллингар, центра графства. Население — 271 человек; в окрестностях — 558.

## Демография
Население — 416 человек (по переписи 2006 года). В 2002 году население составляло 271 человек.
Данные переписи 2006 года:
| Общие демографические показатели |               |                               |                               |      |      |
| Всё население                    | Всё население | Изменения населения 2002—2006 | Изменения населения 2002—2006 | 2006 | 2006 |
| 2002                             | 2006          | чел.                          | %                             | муж. | жен. |
| 271                              | 416           | 145                           | 53,5                          | 210  | 206  |

## Замок Делвина

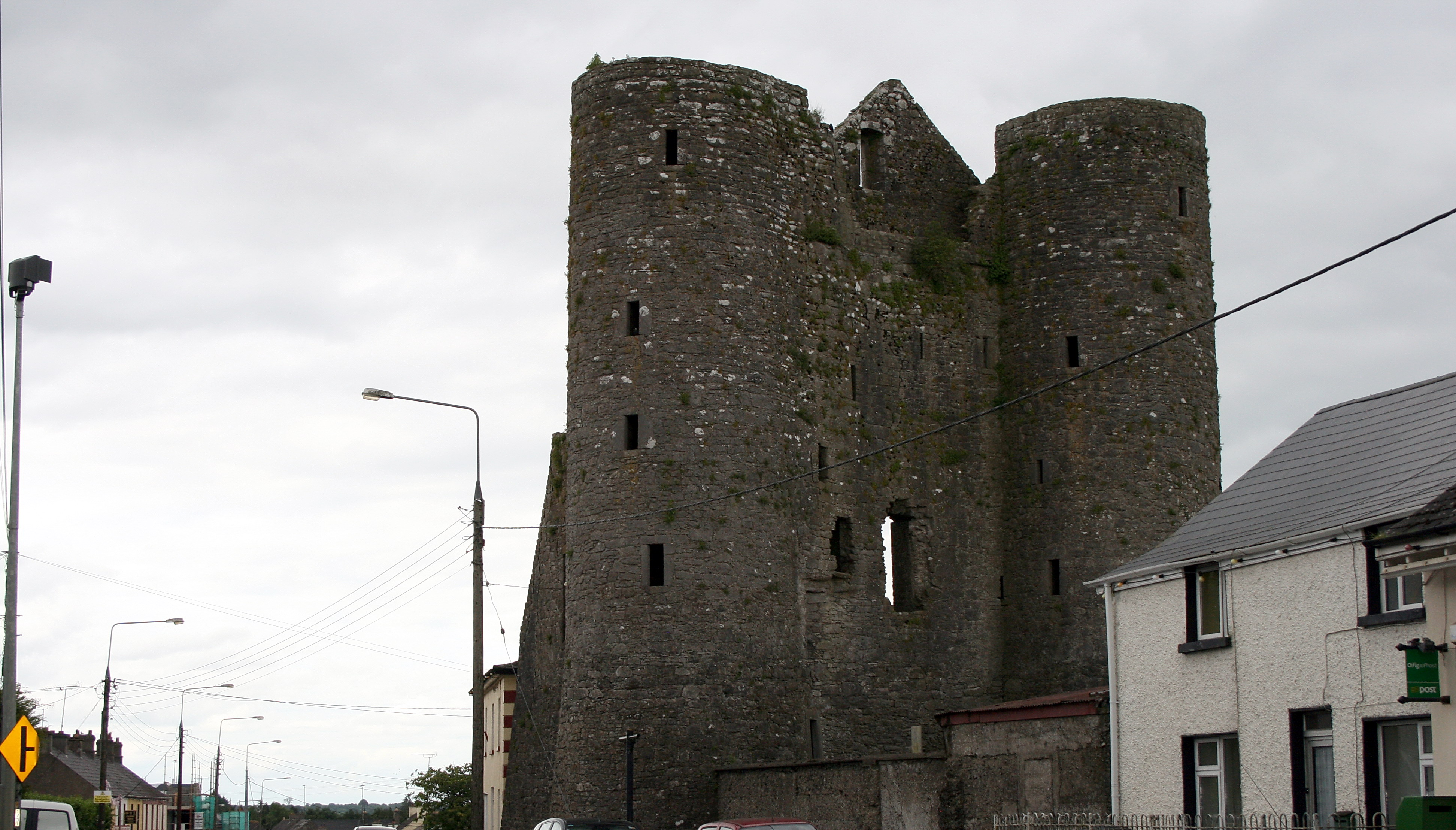
Замок в Делвине

Одна из главных достопримечательностей Делвина — Замок Клонин, построенный по некоторым исчтоникам в 1181 году. Но в настоящее время замок находится в полуразрушенном состоянии и реставрируется, предположительная дата окончания работ — 2009 год.